# Кухнешты
Кухнешты (рум. Cuhnești, Кухнешть) — село в Глодянском районе Молдавии. Является административным центром коммуны Кухнешты, включающей также сёла Бисериканы, Кот, Мовилены и Сергиены.

## География
Село расположено на высоте 65 метров над уровнем моря.

## Население
По данным переписи населения 2004 года, в селе Кухнешть проживает 1829 человек (816 мужчин, 1013 женщины).
Этнический состав села:
| Национальность | Число жителей | Процентный состав |
| -------------- | ------------- | ----------------- |
| молдаване      | 1678          | 91.74             |
| украинцы       | 117           | 6.4               |
| русские        | 17            | 0.93              |
| румыны         | 14            | 0.77              |
| цыгане         | 1             | 0.05              |
| прочие         | 2             | 0.11              |
| Всего          | 1829          | 100 %             |